# Commune V (Bamako)
La Commune V est une commune urbaine, subdivision du district de Bamako, capitale du Mali. Elle est instaurée en 1978 et devrait être supprimée quand interviendra l'application de la réforme administrative de 2023.

## Géographie
Elle est l'une des deux communes bamakoises de la rive droite, limitée au nord par le fleuve Niger, au sud par la zone aéroportuaire et la commune de Kalanban-Coro, à l’est par la Commune VI et à l'Ouest par Baco-Djicoroni ACI et le Fleuve Niger. Elle couvre une superficie de 41 km².
|            | Commune III | Commune II |
| Commune IV | Commune V   | Commune VI |
|            | Kalabancoro |            |

## Histoire
En 2023, les quartiers de la commune V sont intégrés dans le 5e arrondissement de Bamako.

## Quartiers

Carte communale

La commune s'étend sur 8 localités relevées lors du recensement général de 2009. 
Les quartiers les plus peuplés sont :
- Kalanba-Coura, 129 114 habitants
- Baco-Djicorono, 83 214 habitants
- Daoudabougou, 78 376 habitants

En 2009, la commune est constituée de 8 quartiers :
- Badalabougou
- Séma I
- Mali
- Torokorobougou
- Baco-Djicoroni
- Sabalibougou
- Daoudabougou
- Kalaban-Coura

## Population
L'accroissement annuel de la population communale est de 7,5 % pendant la période 1998-2009.
| 1976   | 1987    | 1998    | 2009    |
| ------ | ------- | ------- | ------- |
| 58 608 | 107 383 | 187 567 | 413 266 |

## Édifices et monuments
- Palais de la culture, quartier Badalabougou

## Politique
| Année | Maire élu       | Parti politique |
| ----- | --------------- | --------------- |
| 2016  | Amadou Ouattara | RPM             |

Amadou Ouattara est le maire de la commune du parti Des tisserands,.

## Sports
Le Djoliba Athletic Club est un club de sports fondé en 1960, basé à Torokorobougou (Commune V), sa section football professionnel évolue en première division (Ligue 1) du championnat du Mali de football.